# Альбицци, Георгий Федорович
Маркиз Гео́ргий Фëдорович Альби́цци (Альби́цци-Де́ли (Де́лли)) (17 [29] июня 1889 — 3 [16] апреля 1920) — русский офицер. Участник Первой Мировой и Гражданской войн. Полковник ВСЮР. Командир Сводно-гвардейского эскадрона. 

## Происхождение
Представитель тосканского маркизского рода Альбицци. Отец Георгия - Фëдор Александрович Альбицци-Делли (1857 - N) был "исправляющим обязанности Чиновника Особых поручений VI класса при Министерстве Путей Сообщения". Будучи рожденным в Париже, переехал в Россию, где принял русское подданство, а в 1900-м году высочайшим указом Сената был пожалован дворянством Российской империи с правом на владение титулом маркиза и возможностью его передачи по наследству старшему в роде потомку мужского пола. Мать - Екатерина Владимировна Акинфова (1861 - 1919), дочь Владимира Николаевича Акинфова (1841 - 1914), Владимирского вице-губернатора. Также Георгий Фëдорович происходил из таких родов, как Багратион-Мухранские, Кутайсовы, Грибоедовы, Анненковы, Горчаковы, Лопухины и т.д.

## Биография
Родился в 1889-м году в Московской губернии. Окончил Калужское реальное училище в 1912 году, после которого поступил вольноопределяющимся в кавалерию по второму разряду. Спустя пол года выдержал экзамен на офицерское звание и был произведен в корнеты с назначением в Елисаветградский Гусарский полк. 
В начале 1914 года переведен в Лейб-гвардии Кирасирский полк с сохранением в чине. В составе полка вступил на фронт Первой Мировой войны. Участвовал в Восточно-Прусской операции. 26 сентября [9 октября] 1914 года был ранен и, впоследствии, эвакуирован в Царскосельский лазарет. 6 [19] октября 1914 за проявленное в боях с неприятелем мужество награжден орденом Святого Владимира IV степени с мечами и бантом. В 1915 году воевал на северных участках Восточного фронта - в районах Риги и Вильно. 
В 1916 году произведен в штабс-ротмистры с назначением на должность командира 3-го эскадрона Черкесского конного полка. Являясь командиром эскадрона, проявил исключительную офицерскую доблесть во время боя за станцию Окно (эпизод Брусиловского прорыва), за что был пожалован орденом Святой Анны IV степени c надписью «За Храбрость».
После Октябрьской революции примкнул ротмистром к Белому движению. 3 июля 1919 г. назначен начальником пулеметной команды в дивизионе возрожденного Кирасирского полка, а в октябре стал командиром дивизиона. В том же месяце отличился в боях за село Сабичево. На начало 1920-го года числился полковником Гвардейского отряда Русской армии Врангеля. Тогда же был назначен командиром Сводно-гвардейского эскадрона - остатков некогда славной русской гвардейской кавалерии.

## Смерть
3 апреля 1920 года, находясь на территории Перекопского вала и исполняя обязанности командира Сводно-гвардейского эскадрона, маркиз Альбицци в составе формирования был атакован большевистскими силами. Как вспоминал полковник Н.Н.Главацкий, Георгий Фëдорович был "зарублен" в рукопашном бою с большевиками. Со слов того же офицера, тело маркиза было транспортировано вглубь Крыма, где вскоре и захоронено около села Грамматиково.Однако штабс-ротмистр А.А.Литвинов указывал, что убитый полковник был похоронен не в Грамматикове, а в Феодосии. Останки офицера так и не были обнаружены.

## Награды
- Орден Святого Владимира IV степени с мечами и бантом  - 06.10.1914
- Орден Св. Анны IV степени "За храбрость" - 06.12.1915

## Семья
Георгий Фëдорович был женат на дочери отставного поручика Лейб-гвардии Кирасирского полка Марии Александровне Корольковой(19.02.1890 - N). В браке пара имела двух дочерей:
- Анна Георгиевна Альбицци (по мужу Клементи) (24.02.1914 - 1966)

- Мария Георгиевна Альбицци (по мужу Саредо) (17.06.1918 - 2009)

После перехода стратегической инициативы Русской армии из атаки в оборону на Крымском полуострове семья Георгия Альбицци эмигрировала в Италию, доскакав до Черноморского побережья на коне. За рубежом Альбицци испытывали различные финансовые и моральные трудности, которые им помогали решать их родственники по отцу - герцоги Лейхтенбергские. Вскоре обе дочери повзрослели и обзавелись семьями.